# Ocyale kumari
Ocyale kumari är en spindelart som beskrevs av Sarah Creecie Dyal 1935. Ocyale kumari ingår i släktet Ocyale och familjen vargspindlar. Inga underarter finns listade i Catalogue of Life.